# Rivera de Albarragena
Rivera de Albarragena är ett vattendrag i Spanien. Det ligger i den västra delen av landet, 300 km väster om huvudstaden Madrid.